# Кормовое (Крым)
Кормово́е (до 1945 года Тогайлы́; укр. Кормове, крымскотат. Toğaylı, Тогъайлы) — село в Первомайском районе Республики Крым, центр Кормовского сельского поселения (согласно административно-территориальному делению Украины — Кормовского сельского совета Автономной Республики Крым).

## Население
| 2001 | 2014  |
| ---- | ----- |
| 1693 | ↘1360 |

Всеукраинская перепись 2001 года показала следующее распределение по носителям языка
| Язык             | Процент |
| ---------------- | ------- |
| русский          | 65.27   |
| украинский       | 16.3    |
| крымскотатарский | 15.59   |
| белорусский      | 1.12    |
| другие           | 0.3     |

### Динамика численности
| - 1806 год — 109 чел. - 1864 год — 51 чел. - 1889 год — 70 чел. - 1892 год — 31 чел. - 1900 год — 88 чел. - 1905 год — 106 чел. - 1915 год — 51/22 чел. - 1918 год — 90 чел. | - 1926 год — 167 чел. - 1939 год — 230 чел. - 1974 год — 1487 чел. - 1989 год — 1706 чел. - 2001 год — 1693 чел. - 2009 год — 1495 чел. - 2014 год — 1360 чел. |

## Современное состояние
На 2016 год в Кормовом числится 15 улиц и 1 переулок; на 2009 год, по данным сельсовета, село занимало площадь 215 гектаров, на которой в 453 дворах проживало более 1,4 тысячи человек. В селе действуют средняя общеобразовательная школа, детский сад «Сказка», Дом культуры, сельская библиотека-филиал № 10, отделение почты, амбулатория общей практики — семейной медицины, православный храм великомученицы Варвары, мусульманская община «Тагайлы». Кормовое связано автобусным сообщением с райцентром, городами Крыма и соседними населёнными пунктами.

## География
Кормовое — село на юго-западе района, в центральной части степного Крыма, у границы с Раздольненским районом, высота центра села над уровнем моря — 65 м. Ближайшие сёла — Тихоновка в 3 км на запад, Чапаево в 0,5 км на северо-восток, Сусанино в 6 км на восток и Северное Раздольненского района в 4,5 км на юго-запад. Расстояние до райцентра — около 47 километров (по шоссе), ближайшая железнодорожная станция — Евпатория — примерно 41 километр. Транспортное сообщение осуществляется по региональным автодорогам 35К-008 Северное — Войково, 35К-015 Раздольное — Евпатория и 35Н-405 от Кормового до шоссе Красноперекопск — Симферополь (по украинской классификации — Т-01-11, Т-01-02 и С-0-11020).

## История
Первое упоминание деревни Соганлы встречается в «Книге путешествий» Эвлии Челеби под 1667 годом.
Селение встречается в Камеральном Описании Крыма… 1784 года, судя по которому, в последний период Крымского ханства Тогаилы входил в Каракуртский кадылык Бахчисарайского каймаканства. После присоединения Крыма к Российской империи (8) 19 апреля 1783 года, (8) 19 февраля 1784 года, именным указом Екатерины II сенату, на территории бывшего Крымского ханства была образована Таврическая область и деревня была приписана к Евпаторийскому уезду. После павловских реформ, с 1796 по 1802 год входила в Акмечетский уезд Новороссийской губернии. По новому административному делению, после создания 8 (20) октября 1802 года Таврической губернии, Тогайлы был включён в состав Урчукской волости Евпаторийского уезда.
По Ведомости о волостях и селениях, в Евпаторийском уезде с показанием числа дворов и душ… от 19 апреля 1806 года в деревне Тогайлы числилось 16 дворов, 105 крымских татар и 4 ясыров. На военно-топографической карте генерал-майора Мухина 1817 года деревня Тогайлы обозначена с 20 дворами. После реформы волостного деления 1829 года деревня, согласно «Ведомости о казённых волостях Таврической губернии 1829 года» осталась в составе Урчукской волости. На карте 1836 года в деревне 22 двора, как и на карте 1842 года Тогайлы обозначен с 22 дворами.
В 1860-х годах, после земской реформы Александра II, деревню приписали к Абузларской волости. В «Списке населённых мест Таврической губернии по сведениям 1864 года», составленном по результатам VIII ревизии 1864 года, Тогайлы — владельческая татарская деревня, с 5 дворами и 51 жителем. По обследованиям профессора А. Н. Козловского 1867 года, вода в колодцах деревни была пресная, а их глубина достигала 21—26 саженей (44—54 м). На трехверстовой карте Шуберта 1865—1876 года в деревне Тогайлы 5 дворов. Согласно «Памятной книжке Таврической губернии за 1867 год», деревня была покинута жителями в 1860—1864 годах, в результате эмиграции крымских татар, особенно массовой после Крымской войны 1853—1856 годов, в Турцию и представляла собой помещичью экономию без населения.
Согласно энциклопедическому словарю «Немцы России» немецкое лютеранское поселение Тогайлы было основано на 2000 десятинах арендованной земли в 1880 году (десятинное село, то есть, земля арендовалась за 1/10 часть урожая) По «Памятной книге Таврической губернии 1889 года», по результатам Х ревизии 1887 года, в деревне Тогайлы числилось 14 дворов и 70 жителей. Согласно «…Памятной книжке Таврической губернии на 1892 год», в деревне Тогайлы, входившей в Биюк-Кабаньский участок, числилось 31 житель в 9 домохозяйствах.
Земская реформа 1890-х годов в Евпаторийском уезде прошла после 1892 года, в результате Тогайлы отнесли к Коджамбакской волости.По «…Памятной книжке Таврической губернии на 1900 год» в деревне числилось 88 жителей в 19 дворах, на 1905 год жителей было 106. На 1914 год в селении действовала лютеранская школа грамотности. По Статистическому справочнику Таврической губернии. Ч.II-я. Статистический очерк, выпуск пятый Евпаторийский уезд, 1915 год, в деревне Тогайлы (Брауна Э. И.) Коджамбакской волости Евпаторийского уезда числилось 8 дворов (все дворы с землёй) с немецким населением в количестве 51 человек приписных жителей и 22 — «посторонних», из которых 75 мужчин и 30 женщин. Жители владели 1255 десятинами удобной земли. В хозяйствах имелось 80 лошадей, 42 вола, 33 коровы и 175 голов мелкого скота (в 1918 — 90).
После установления в Крыму Советской власти, по постановлению Крымревкома от 8 января 1921 года № 206 «Об изменении административных границ» была упразднена волостная система и село вошло в состав Евпаторийского района Евпаторийского уезда, а в 1922 году уезды получили название округов. В том же году, на базе имения Брауна, образован совхоз «Тогайлы» овощеводческого направления, с 1934 года — имени С. М. Кирова. 11 октября 1923 года, согласно постановлению ВЦИК, в административное деление Крымской АССР были внесены изменения, в результате которых округа были отменены и произошло укрупнение районов — территорию округа включили в Евпаторийский район. Согласно Списку населённых пунктов Крымской АССР по Всесоюзной переписи 17 декабря 1926 года, в селе Тогайлы, центре Тогайлынского сельсовета (в коем состоянии пребывает всю дальнейшую историю) Евпаторийского района, числился 21 двор, из них 20 крестьянских, население составляло 107 человека, из них 106 немцев, 1 записан в графе «прочие», действовала немецкая школа. В одноимённом совхозе того же сельсовета было 23 двора, 50 жителей (31 русский, 10 украинцев, 6 немцев, 1 армянин, 2 записаны в графе «прочие». Постановлением ВЦИК РСФСР от 30 октября 1930 года был создан Фрайдорфский еврейский национальный район (переименованный указом Президиума Верховного Совета РСФСР № 621/6 от 14 декабря 1944 года в Новосёловский) (по другим данным 15 сентября 1931 года) и село включили в его состав. На 1935 год в хозяйство села специализировалось на овцеводстве. По данным всесоюзной переписи населения 1939 года в селе проживало 230 человек.
Вскоре после начала Великой Отечественной войны, 18 августа 1941 года крымские немцы были выселены, сначала в Ставропольский край, а затем в Сибирь и северный Казахстан. В сентябре — октябре 1941 года, во время обороны Крыма, у села был создан аэродром, на котором базировались истребители Як-1 «Фрайдорфской» авиационной группы ВВС Черноморского флота. В годы войны на фронтах сражался 81 житель Тогайлы, 26 из них погибли, 60 человек награждены орденами и медалями. В их честь в центре села установлен памятный знак с фамилиями павших. Во время освобождения Крыма в апреле 1944 года в боях в окрестностях села погибли советские воины. Павших похоронили в братской могиле на которой установлен памятник, выполненный по индивидуальному проекту (автор неизвестен): стела в виде трёх вертикальных плит с мемориальной доской, на которой выбиты фамилии и звания погибших воинов. Постановлением Совета министров Республики Крым № 627 от 20 декабря 2016 года памятник отнесён к категории объектов культурно-исторического наследия России регионального значения.
Указом Президиума Верховного Совета РСФСР от 21 августа 1945 года Тогайлы были переименованы в Кормовое и Тогайлынский сельсовет — в Кормовский. С 25 июня 1946 года Кормовое в составе Крымской области РСФСР. 26 апреля 1954 года Крымская область была передана из состава РСФСР в состав УССР. Указом Президиума Верховного Совета УССР «Об укрупнении сельских районов Крымской области», от 30 декабря 1962 года село присоединили к Евпаторийскому району. 11 февраля 1963 года Евпаторийский район был упразднён и село включили в состав Сакского. 1 января 1965 года, указом Президиума ВС УССР «О внесении изменений в административное районирование УССР — по Крымской области», передали в состав Раздольненского района. 8 декабря 1966 года был восстановлен Первомайский район и село вернули в его состав. По данным переписи 1989 года в селе проживало 1706 человек. С 12 февраля 1991 года село в восстановленной Крымской АССР, 26 февраля 1992 года переименованной в Автономную Республику Крым. С 21 марта 2014 года в составе Крыма аннексировано Россией.